# Ceratopsinae
Ceratopsinae (znane też jako chasmozaury – Chasmosaurinae) – jedna z dwóch, obok centrozaurów (Centrosaurinae), podrodzin ceratopsów (Ceratopsidae). Według definicji filogenetycznej przedstawionej w 2005 roku przez Paula Sereno, należą do niej zwierzęta bliżej spokrewnione z Triceratops horridus niż z Centrosaurus apertus. 
Triceratopsini to najszerszy klad zawierający Triceratops horridus, ale nie Anchiceratops ornatus ani Arrhinoceratops brachyops.

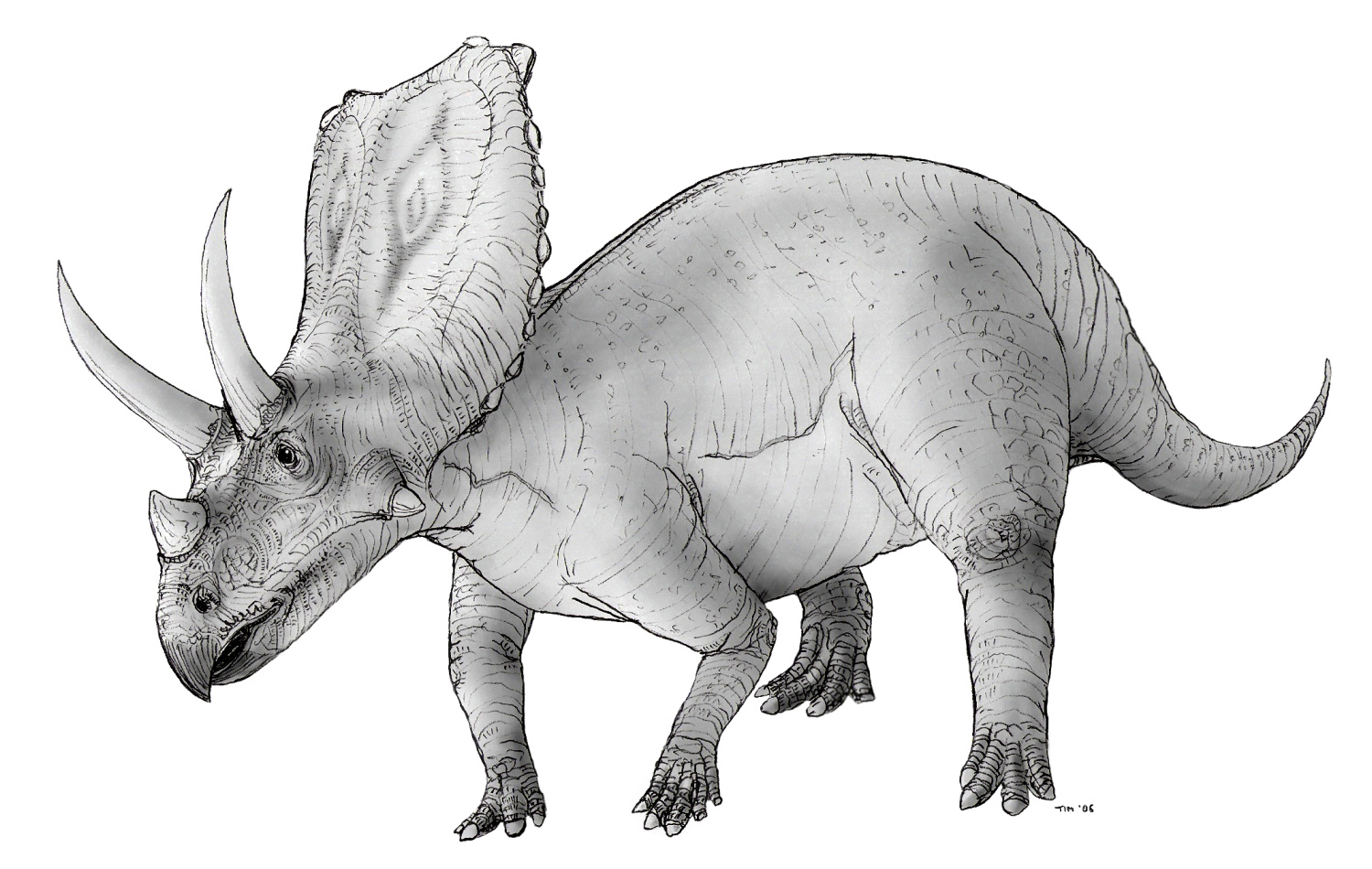
Chasmozaur

Do podrodziny tej należały:
- Agujaceratops[3]
- Anchiceratops[3]
- Arrhinoceratops[3]
- Bisticeratops[4]
- Bravoceratops[5]
- Ceratops[potrzebny przypis]
- Chasmosaurus[3]
- Coahuilaceratops[3]
- Judiceratops[6]
- Kosmoceratops[3]
- Mercuriceratops[7]
- Mojoceratops[3]
- Navajoceratops[8]
- Pentaceratops[3]
- Sierraceratops[9]
- Spiclypeus[10]
- Tatankaceratops[2]
- Terminocavus[8]
- Utahceratops[3]
- Vagaceratops[3]
- klad Triceratopsini:[2]
  - Eotriceratops[2]
  - Nedoceratops[3]
  - Ojoceratops[3]
  - Regaliceratops[11]
  - Titanoceratops[2]
  - Torosaurus[2]
  - Triceratops[2]

- Chasmozaur